# Idioma armenio occidental
El armenio occidental (en contraste con armenio oriental) es uno de los dos bloques dialectales del idioma armenio, una lengua indoeuropea hablada por la diáspora armenia, principalmente en Norteamérica, Sudamérica, Europa y sobre todo en el Próximo Oriente excepto en Irán. Es también hablada por una pequeña comunidad en Turquía. Pero el armenio occidental es hablado por solo un pequeño porcentaje de los armenios en Turquía, con 18 por ciento entre la comunidad en general y un 8 por ciento entre los jóvenes. Se fue desarrollando durante el siglo XIX, y está basado en el dialecto armenio de Estambul. El armenio occidental en Turquía se define como definitivamente en peligro de extinción.